# Gafat
El gafat és una llengua etiòpica extinta que va ser parlada, abans de la seva substitució per l'amhàric, a les vores del riu Abbai fins a la dècada dels 1960 i de la qual no es disposa sinó d'una molt escassa documentació: una traducció moderna (segles xvii-xviii) del Càntic dels càntics i les informacions fornides per quatre informadors ancians al etiopicista Wolf Leslau durant la seva visita a la zona l'any 1947.
El gafat és classificat, ensems amb el soddo o kistane, dins el grup n, branca de l'etiòpic meridional exterior.